# Cò thìa mặt đen
Platalea minor (tên tiếng Anh: Black-faced spoonbill - cò thìa mặt đen) là một loài chim trong họ Cò quăm. Cò thìa có bộ lông màu trắng, trên đầu có một mào ngắn. Trán trụi lông và có màu đen. Trước mắt, một vòng hẹp xung quanh mắt, cằm và trên họng trụi lông, có một điểm vàng trước mắt. Mắt màu đỏ, mỏ xám chì có vằn đen ngang, chân màu đen pha màu đỏ.
Phạm vi phân bố giới hạn trong các khu vực ven biển phía Đông Á, có vẻ như nó đã từng phổ biến khắp khu vực phân bố. Nó có một sự tồn tại thích hợp trên một vài đảo nhỏ đá ngoài khơi bờ biển phía tây của Bắc Triều Tiên, với bốn địa điểm trú đông tại Macau, Hồng Kông, Đài Loan và Việt Nam, cũng như những nơi khác mà chúng đã được người ta quan sát thấy trong việc di trú. Trú đông cũng xảy ra trong Cheju, Hàn Quốc, Kyushu và Okinawa, Nhật Bản và vùng đồng bằng sông Hồng, Việt Nam. Gần đây hơn, người ta đã ghi nhận sự hiện diện củachúng ở Thái Lan, Philippines, Trung Quốc đại lục, và Ma Cao. Chúng được IUCN liệt kê vào danh sách loài nguy cơ năm 2005. Người ta suy đoán tình trạng suy giảm số lượng của loài này trong tương lai, chủ yếu là do nạn phá rừng, ô nhiễm, và các ngành công nghiệp nhân.

## Hình ảnh

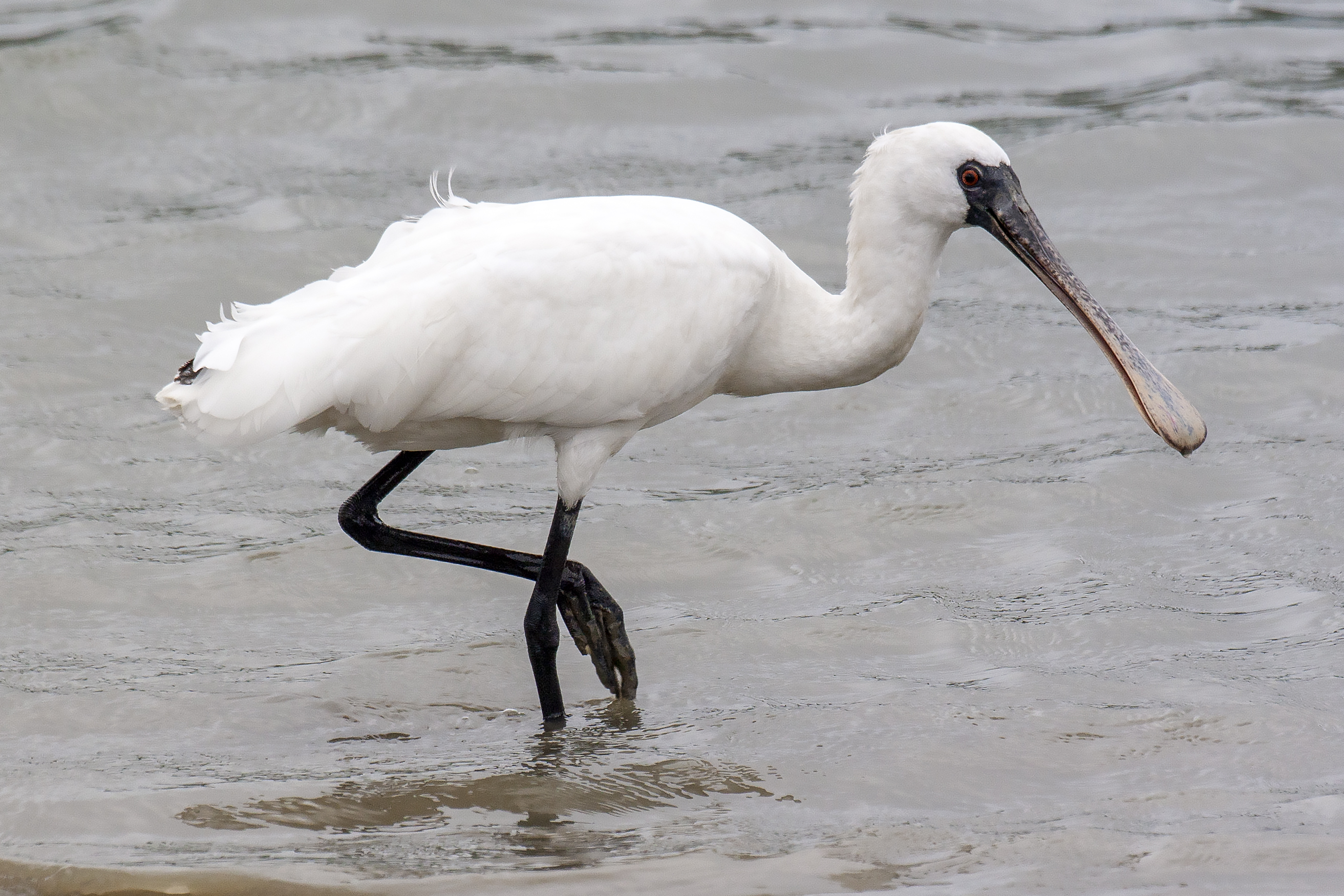
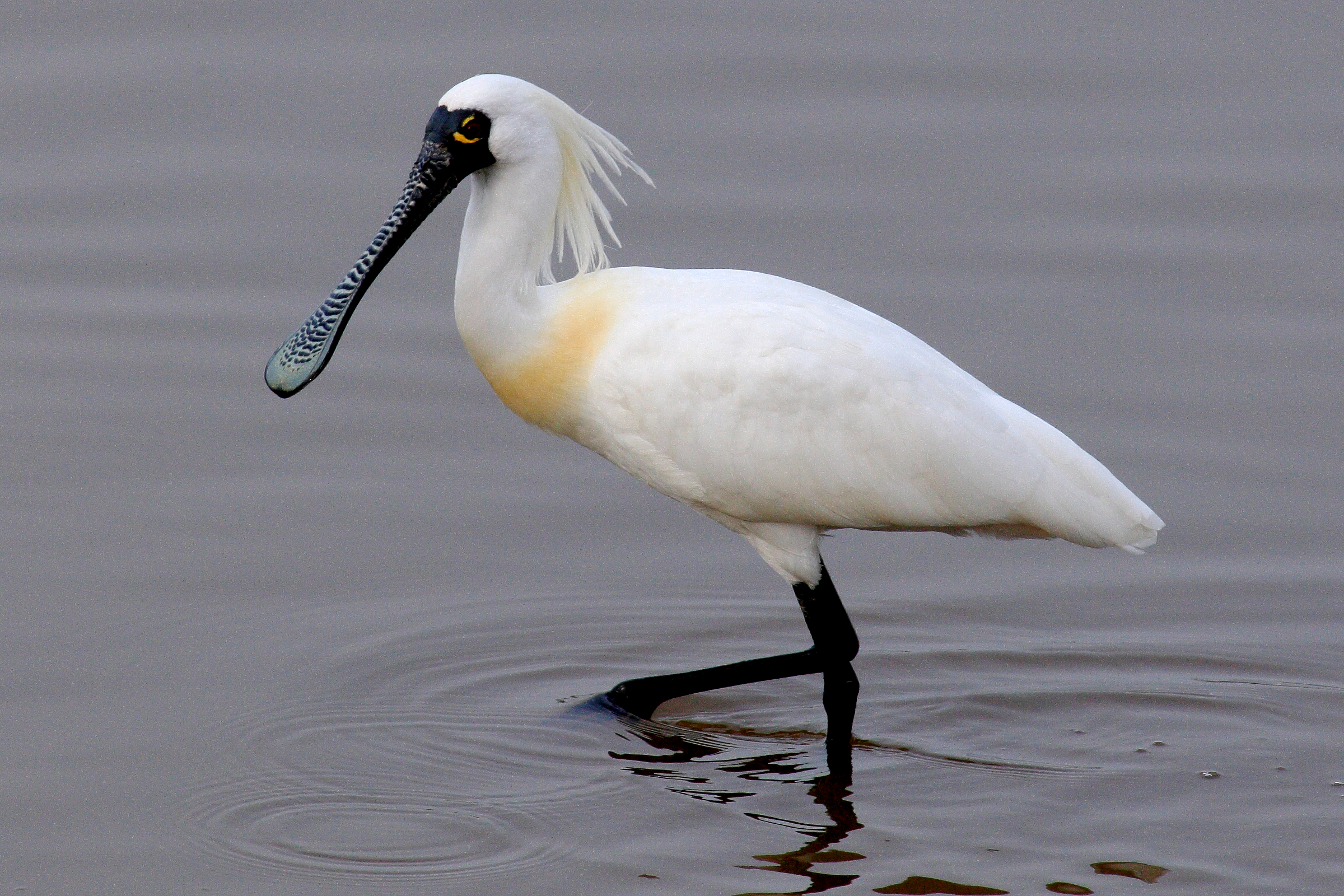
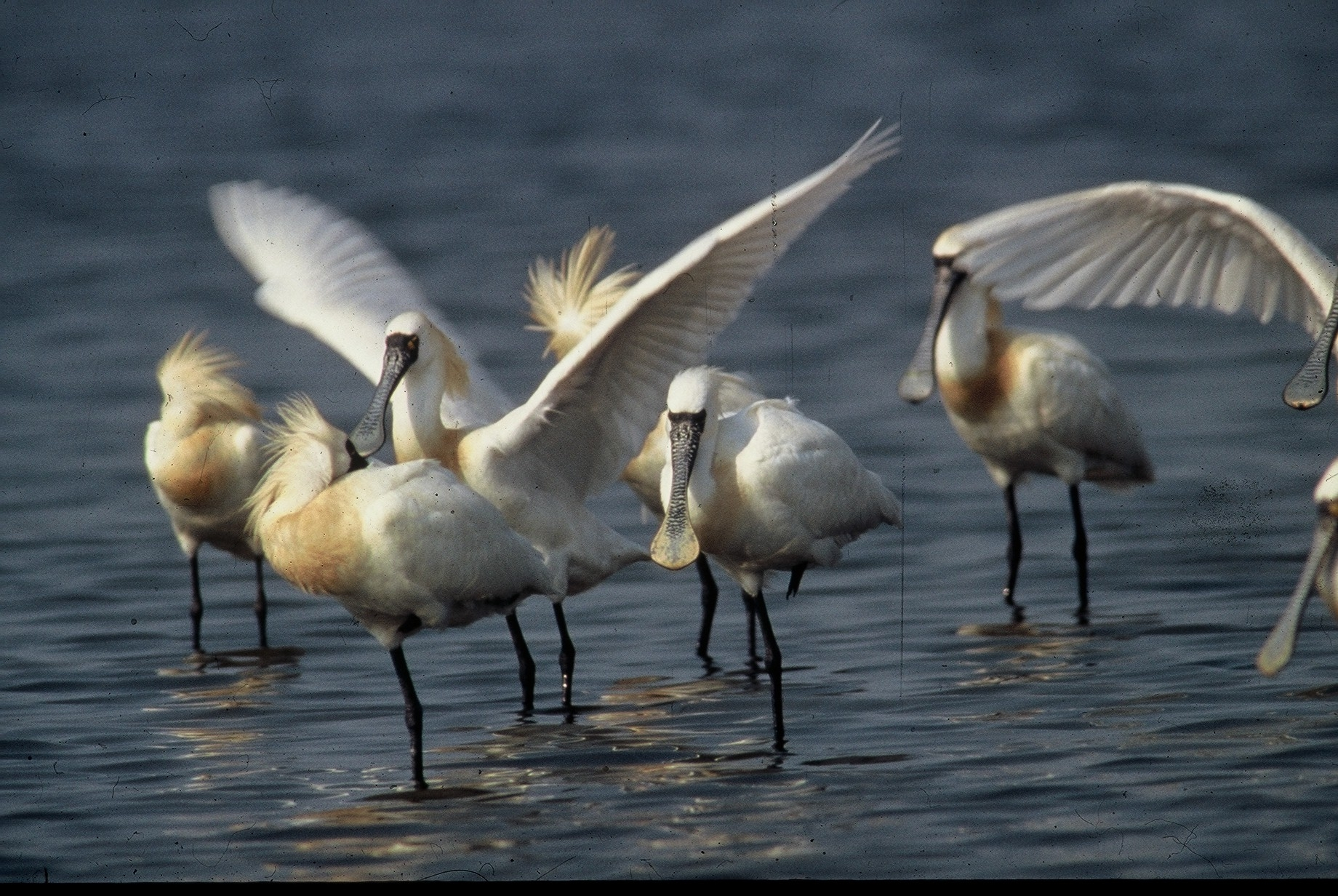
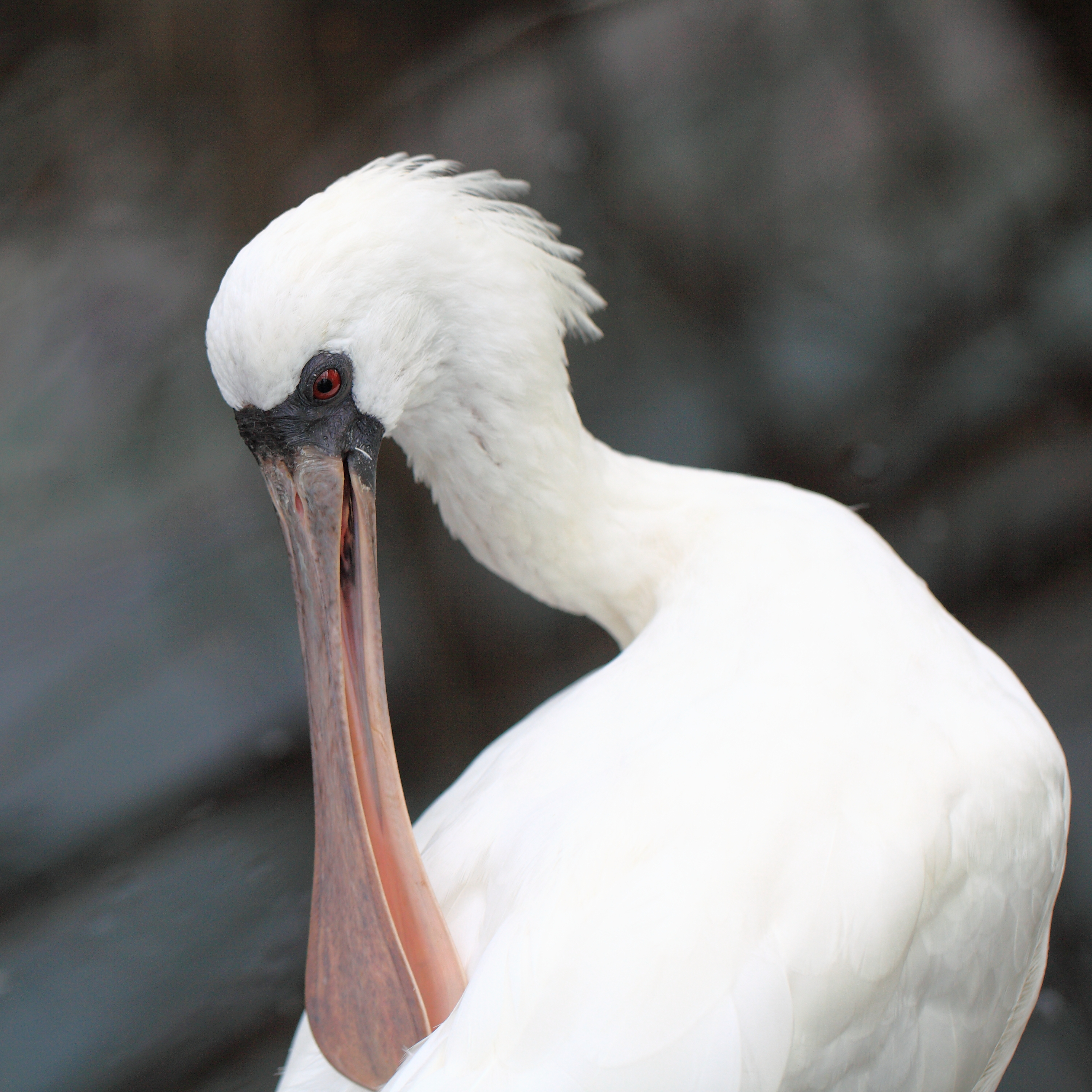